# Liste des fermes éoliennes terrestres

Puissance éolienne mondiale installée

Ceci est une liste des fermes éoliennes terrestres qui sont actuellement opérationnelles, évaluée par la puissance. La liste comporte également des parcs éoliens terrestres avec une notoriété autre que la taille, et les dix plus gros projets proposés.
Beaucoup des plus grands parcs éoliens terrestres opérationnels sont situés aux États-Unis. En novembre 2010, le parc éolien de Roscoe est le plus grand parc éolien terrestre dans le monde avec 781,5 MW, suivie par le Horse Hollow Wind Energy Center (735,5 MW). Le plus grand parc éolien en construction est le Alta Wind Energy Center (800 MW). Le plus grand projet proposé est la ferme éolienne de Gansu de 20 000 MW, en Chine.

## Plus grandes fermes éoliennes terrestres

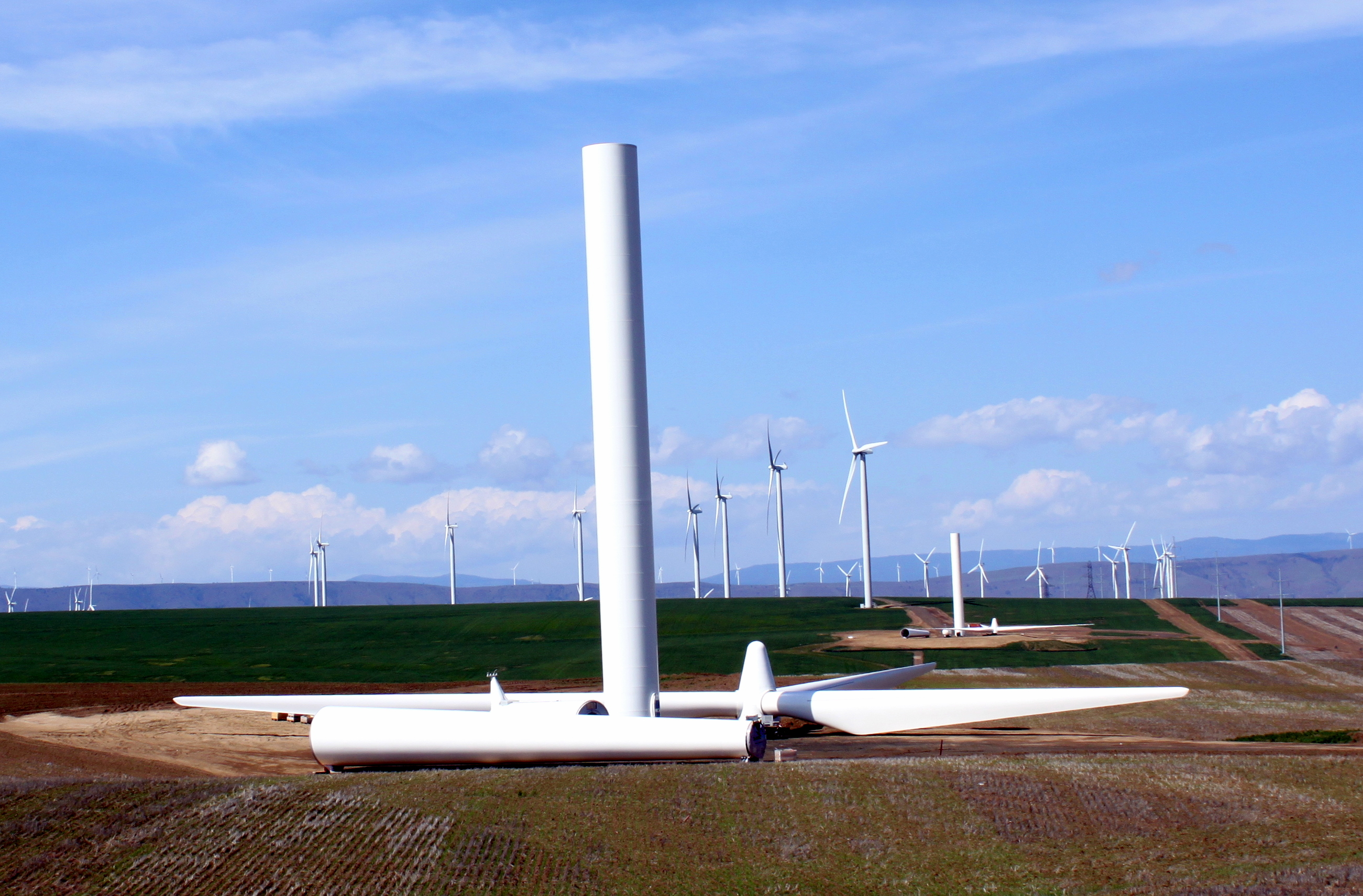
Une partie de la ferme éolienne de Biglow Canyon, avec une éolienne en cours de construction

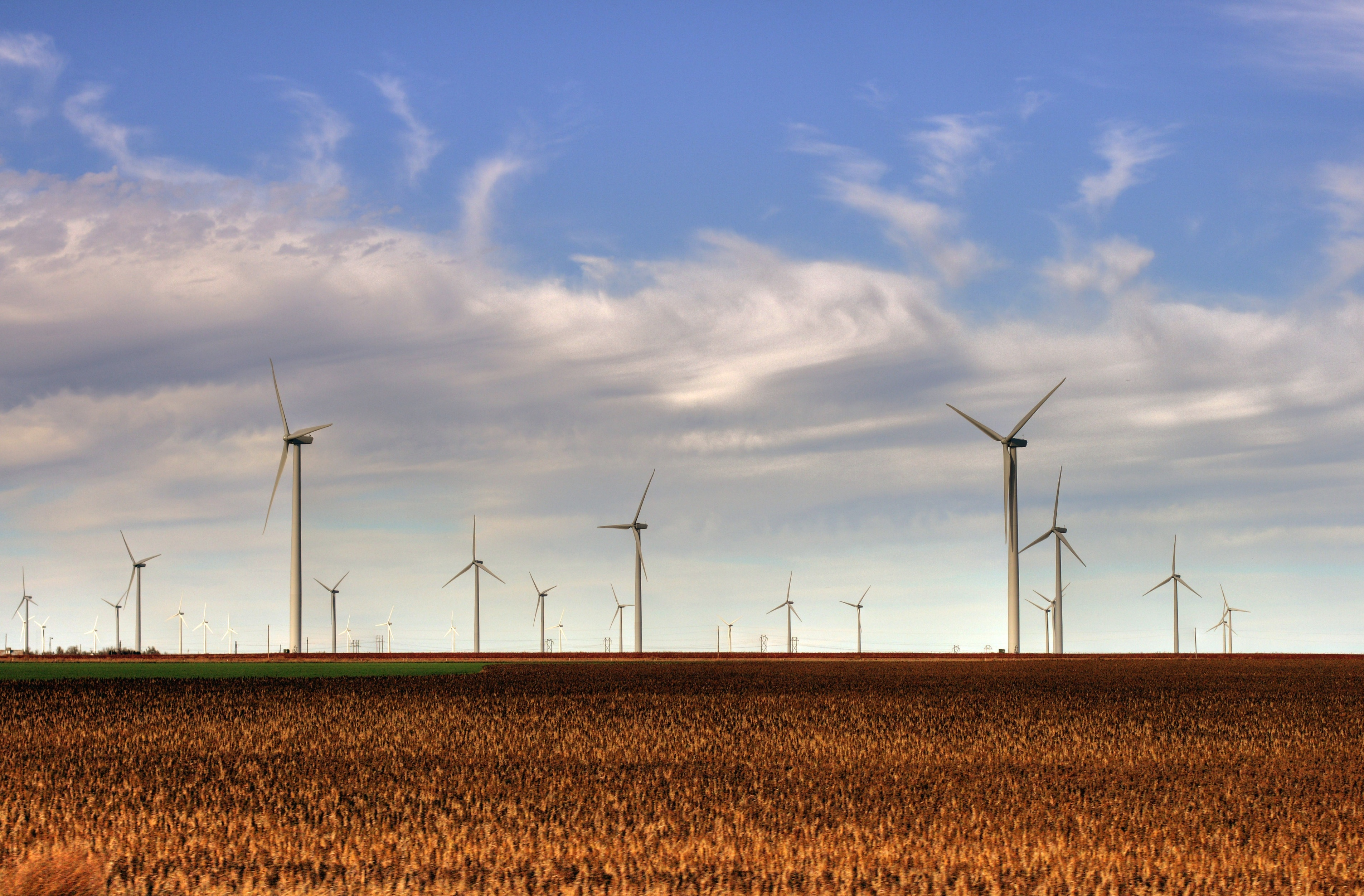
La ferme éolienne de Smoky Hills au Kansas.

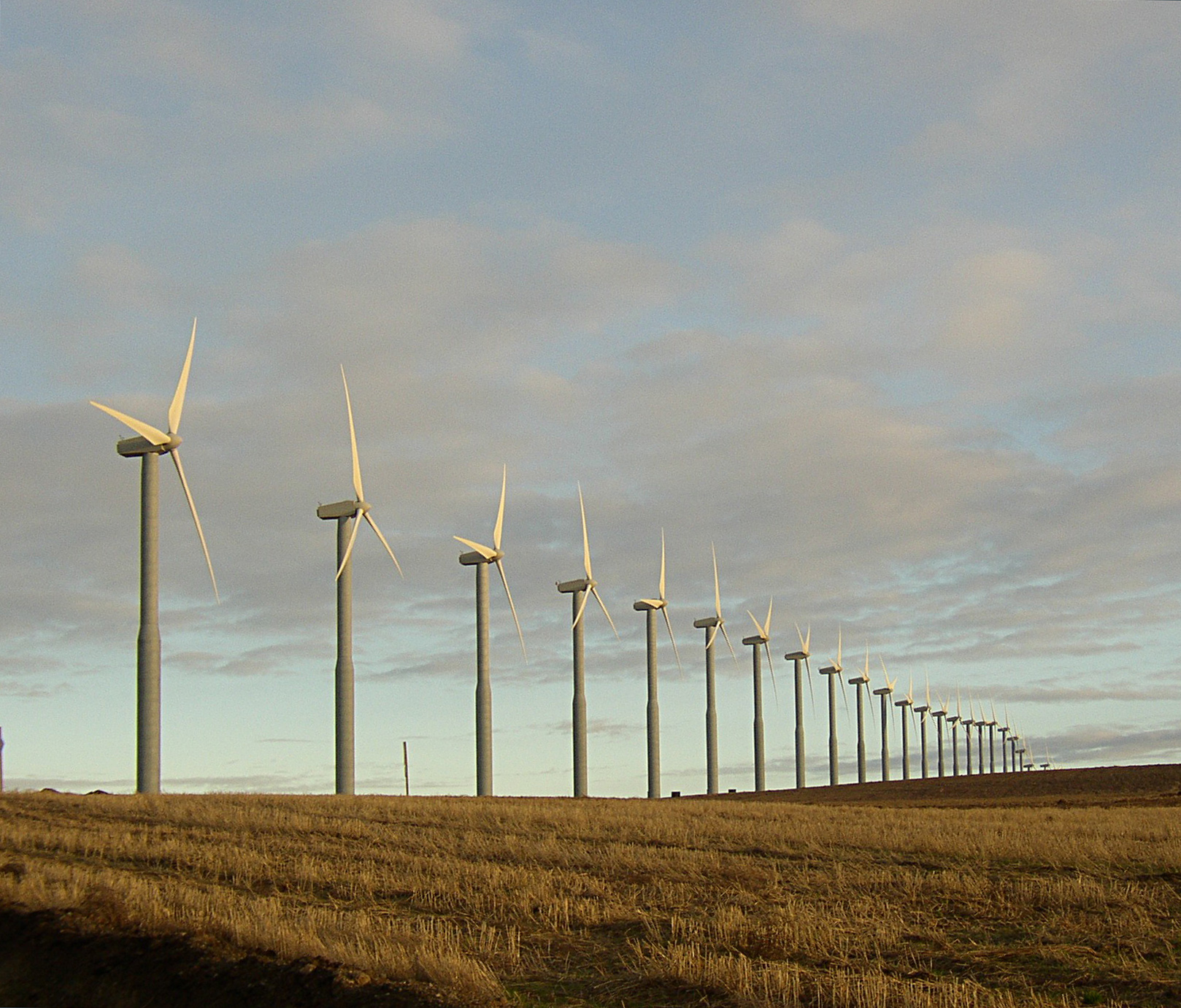
Les éoliennes de la ferme éolienne Stateline près de la rivière Walla Walla.

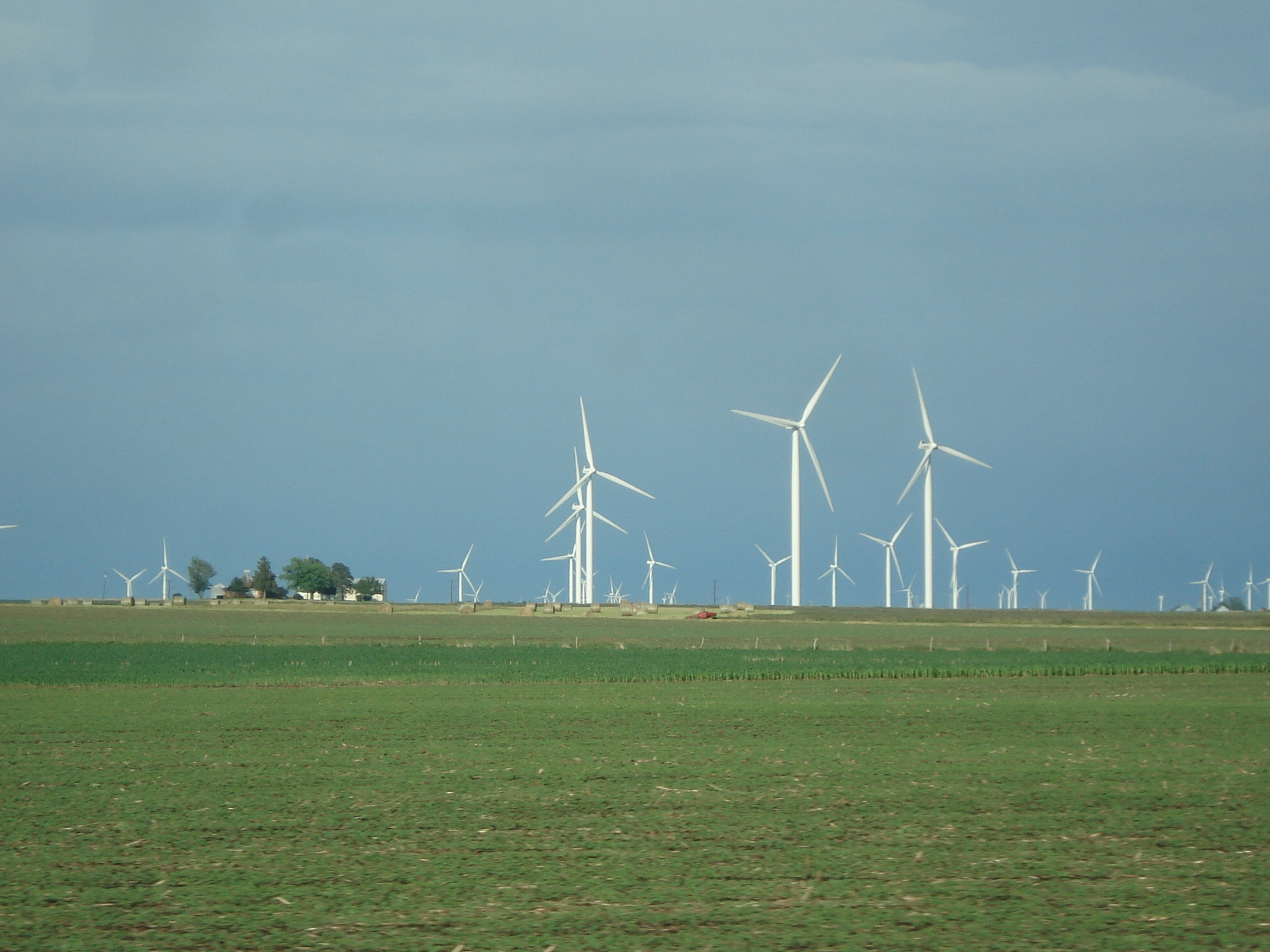
Ferme éolienne de Twin Groves depuis la McLean County Route 21

Il s'agit d'une liste des fermes éoliennes terrestres les plus puissances qui sont actuellement opérationnelles, évalué par la puissance nominale. Bon nombre de ces parcs éoliens ont été construits par étapes, et la construction de nouvelles phases peut se poursuivre pour certains de ces sites.
| Parc éolien                                   | Puissance actuelle (MW) | Pays        | Notes           |
| --------------------------------------------- | ----------------------- | ----------- | --------------- |
| Alta Wind Energy Center                       | 800 (en 2009)           | États-Unis  | en construction |
| Ferme éolienne de Biglow Canyon               | 450                     | États-Unis  | [ 2 ]           |
| Ferme éolienne de Buffalo Gap                 | 523,3                   | États-Unis  | ,               |
| Ferme éolienne de Capricorn Ridge             | 662,5                   | États-Unis  | ,               |
| Ferme éolienne de Cedar Creek                 | 300,5                   | États-Unis  | [ 5 ]           |
| Ferme éolienne de Crystal Lake                | 416                     | États-Unis  | [ 6 ]           |
| Ferme éolienne de Dabancheng                  | 500                     | Chine       | [ 7 ]           |
| Ferme éolienne d'Eurus                        | 250,5                   | Mexique     | [ 8 ]           |
| Parc éolien de Fântânele-Cogealac             | 600                     | Roumanie    | [ 10 ]          |
| Ferme éolienne de Fowler Ridge                | 599,8                   | États-Unis  | [ 11 ]          |
| Ferme éolienne de Gulf                        | 283,2                   | États-Unis  | [ 4 ]           |
| Ferme éolienne de Hallett                     | 298                     | Australie   | [ 12 ]          |
| Horse Hollow Wind Energy Center               | 735,5                   | États-Unis  | ,               |
| Ferme éolienne de Gansu                       | 5 160 (en 2010)         | Chine       | multiples parcs |
| Ferme éolienne de Huitengliang                | 300                     | Chine       | [ 14 ]          |
| Ferme éolienne de King Mountain               | 281,2                   | États-Unis  | [ 4 ]           |
| Ferme éolienne de Klondike                    | 399                     | États-Unis  | [ 2 ]           |
| Ferme éolienne de Lake Bonney                 | 279                     | Australie   | [ 12 ]          |
| Ferme éolienne de Lone Star                   | 400                     | États-Unis  | [ 4 ]           |
| Ferme éolienne de Maple Ridge                 | 321,8                   | États-Unis  | [ 15 ]          |
| Ferme éolienne de Meadow Lake                 | 500                     | États-Unis  | [ 16 ]          |
| Ferme éolienne de Mount Storm                 | 264                     | États-Unis  | [ 17 ]          |
| Ferme éolienne de Panther Creek               | 458                     | États-Unis  | [ 4 ]           |
| Ferme éolienne de Papalote Creek              | 380                     | États-Unis  | [ 18 ]          |
| Ferme éolienne de Peetz                       | 400,5                   | États-Unis  | [ 3 ]           |
| Ferme éolienne de Peñascal                    | 404                     | États-Unis  | [ 19 ]          |
| Ferme éolienne de Pioneer Prairie             | 300,3                   | États-Unis  | [ 6 ]           |
| Ferme éolienne de Roscoe                      | 781,5                   | États-Unis  | [ 20 ]          |
| Ferme éolienne de Shiloh                      | 300                     | États-Unis  | ,               |
| Ferme éolienne de Smoky Hills                 | 250                     | États-Unis  | [ 23 ]          |
| Ferme éolienne de Stateline                   | 300                     | États-Unis  | [ 24 ]          |
| Ferme éolienne de Story County                | 300                     | États-Unis  | [ 25 ]          |
| Ferme éolienne de Streator Cayuga Ridge South | 300                     | États-Unis  | [ 26 ]          |
| Ferme éolienne de Sweetwater                  | 585,3                   | États-Unis  | [ 3 ]           |
| Ferme éolienne de Twin Groves                 | 396                     | États-Unis  | [ 27 ]          |
| Ferme éolienne de Whitelee                    | 322                     | Royaume-Uni | [ 28 ]          |
| Windy Point/Windy Flats                       | 400                     | États-Unis  | [ 29 ]          |
| Parc Eolien de Tarfaya                        | 301                     | Maroc       |                 |

## Autres fermes éoliennes terrestres notables
| Parc éolien                         | Puissance (MW) | Pays       | Notes                                   |
| ----------------------------------- | -------------- | ---------- | --------------------------------------- |
| Ferme éolienne d'Altamont Pass      | 550            | États-Unis | multiples parcs                         |
| Lower Snake River Wind Project      | 343            | États-Unis | en construction                         |
| Milford Wind Corridor Project       | 203            | États-Unis | seconde phase de 102 MW en construction |
| Ferme éolienne de San Gorgonio Pass | 350            | États-Unis | multiples parcs                         |
| Ferme éolienne de Tehachapi Pass    | 700            | États-Unis | multiples parcs                         |

## Dix plus grands projets proposés
Le tableau suivant dresse la liste des dix plus gros projets de parcs éoliens terrestres, par leur puissance nominale.
| Parc éolien                      | Puissance (MW) | Pays        | Références        |
| -------------------------------- | -------------- | ----------- | ----------------- |
| Ferme éolienne de Clyde          | 548            | Royaume-Uni | [ 32 ]            |
| Ferme éolienne de Dobrogea       | 1 500          | Roumanie    | [ 33 ]            |
| Ferme éolienne de Gansu          | 20 000         | Chine       | [ 34 ]            |
| Ferme éolienne de Hartland       | 500-1 000      | États-Unis  | [ 35 ]            |
| Ferme éolienne de Markbygden     | 4 000 au plus  | Suède       | [ 36 ]            |
| Pampa Wind Project               | 4 000          | États-Unis  | [réf. nécessaire] |
| Ferme éolienne de Shepherds Flat | 845            | États-Unis  | ,                 |
| Ferme éolienne de Silverton      | 1 000 au plus  | Australie   | [ 39 ]            |
| Ferme éolienne de Sinus Holding  | 700            | Roumanie    | [réf. nécessaire] |
| Titan Wind Project               | 5 050          | États-Unis  | [ 40 ]            |
| Ferme éolienne de Vlorë          | 500            | Albanie     | [ 41 ]            |